# Novogvinejski krokodil
Novogvinejski krokodil (lat. Crocodylus novaeguineae) je mala vrsta, endem otoka Nove Gvineje. 

## Opis
Male je do srednje veličine, mužjaci su dugi 3,5 metra, a ženke 2,7 metara. Ima fizičke sličnosti s sijamskim i filipinskim krokodilom, posebno kod mladunaca. Njuška mu je ispočetka relativno uska, pa postaje šira kako ovaj krokodil sazrijeva. Tijelo mu je sivkasto-smeđe boje, s tamno-smeđim do crnim dijelovima na repu, koji je očigledniji kod mladih životinja. Nekoć se smatralo da je filipinski krokodil podvrsta novogvinejskog, ali danas se smatra zasebnom vrstom. Maksimalni životni vijek u zatočeništvu mu je 24,6 godina.

## Način života
Hrani se uglavnom ribama i morskim pticama (liske i gnjurcima, kao i drugim kralježnjacima, kao što su vodozemci i gmazovi. Mladunci jedu vodene beskralježnjake i kukce. 
Tijekom sezone parenja ženka izgrađuje nasipno gnijezdo na tlu. Jaja se polažu oko dva tjedna nakon parenja. U gnijezdu se nalazi 22-45 jaja. Ženka ostaje u blizini gnijezda, ali nije nužno da ga brani aktivno. Inkubacija traje osamdeset dana, i mužjak i ženka otvaraju gnijezdo, potom mladunce vode u vodu. 

## Stanište
Ovaj prvenstveno noćni krokodil može se naći u slatkovodnim močvarama i jezerima Nove Gvineje, posebno u unutrašnjosti. Iako tolerira slanu vodu, rijetko se može naći u bočatim obalnim vodama, ali nikada u prisutnosti morskog krokodila. Na Novoj Gvineji nalaze se dvije populacije odvojene planinskim lancem; DNA analiza je pokazala da su ovo genetski odvojene populacije.   